# Mesochorus scutellaris
Mesochorus scutellaris là một loài tò vò trong họ Ichneumonidae.